# Камінь-Каширський район
Камінь-Каширський район (Камінь-Каширщина) — район Волинської області в Україні, утворений 2020 року. Адміністративний центр — місто Камінь-Каширський. Площа — 4679,7 км² (23,3% від площі області), населення — 131,6 тис. осіб (2020).
До складу району належать 5 територіальних громад.

## Історія
Район створено відповідно до постанови Верховної Ради України № 807-IX від 17 липня 2020 року. До його складу увійшли: Камінь-Каширська міська, Сошичненська, Прилісненська сільські, Любешівська, Маневицька селищні територіальні громади.

## Населені пункти
| № | Назва                           | Центр                | Населення | Населені пункти |
| - | ------------------------------- | -------------------- | --------- | --- |
| 1 | Камінь-Каширська міська громада | м. Камінь-Каширський | 56579     | м. Камінь-Каширський с. Олексіївка с. Підцир'я с. Боровне с. Житнівка с. Надрічне с. Брониця с. Кримне с. Бузаки с. Краснилівка с. Великий Обзир с. Малий Обзир с. Стобихва с. Верхи с. Видерта с. Видричі с. Дубровиця с. Теклине с. Ворокомле с. Воєгоща с. Грудки с. Гута-Боровенська с. Малі Голоби с. Добре с. Клітицьк с. Гута-Камінська с. Яловацьк с. Мельники-Мостище с. Мостище с. Оленине с. Осівці с. Залазько с. Ольшани с. Пнівне с. Винімок с. Волиця с. Городок с. Соснівка с. Фаринки с. Полиці с. Іваномисль с. Піщане с. Раків Ліс с. Підріччя с. Хотешів с. Котуш с. Черче с. Острівок с. Підбороччя с. Велика Глуша с. Невір с. Погулянка с. Мала Глуша с. Каливиця с. Щитинь |
| 2 | Любешівська селищна громада     | Любешів              | 31481     | Любешів с. Заріка с. Рудка с. Березичі с. Нові Березичі с. Віл с. Бихів с. Хутомир с. Бірки с. Витуле с. Великий курінь с. Проходи с. Ветли с. Гірки с. Люботин с. Мукошин с. Деревок с. Дольськ с. Гречища с. Шлапань с. Залаззя с. Діброва с. Залізниця с. Лобна с. Міжгайці с. Зарудчі с. Бучин с. Підкормілля с. Пожог с. Селісок с. Люб'язь с. Любешівська Воля с. В'язівне с. Седлище с. Угриничі с. Судче с. Березна Воля с. Хоцунь с. Сваловичі с. Цир с. Лахвичі |
| 3 | Маневицька селищна громада      | Маневичі             | 27011     | Маневичі с. Будки с. Рудка с. Кам'януха с. Велика ведмежка с. Нові Підцаревичі с. Довжиця с. Велика Яблунька с. Граддя с. Загорівка с. Мала Яблунька с. Комарове с. Новосілки с. Костюхнівка с. Вовчицьк с. Колодії с. Кукли с. Северинівка с. Лісове с. Гута-Лісівська с. Нова Руда с. Градиськ с. Набруска с. Оконськ с. Троянівка с. Бережниця с. Майдан с. Черськ с. Цміни с. Козлиничі с. Мала Ведмежка с. Підгаття с. Хряськ с. Чарторийськ с. Череваха с. Софіянівка |
| 4 | Прилісненська сільська громада  | с. Прилісне          | 10008     | Прилісне с. Галузія с. Городок с. Карасин с. Замостя с. Лишнівка с. Серхів с. Нові червища с. Рудка-Червинська с. Тоболи с. Старі Червища |
| 5 | Сошичненська сільська громада   | с. Сошичне           | 9872      | с. Сошичне с. Запруддя с. Залісся с. Карасин с. Карпилівка с. Качин с. Ставище с. Олександрія с. Личини с. Нуйно с. Стобихівка с. Радошинка |

## Передісторія земель району
Раніше територія району входила до складу Камінь-Каширського (1940—2020), Маневицького, Любешівського районів, ліквідованих тією ж постановою.

## Культура

### Релігія
На території району діє чотири громади церкви християн Адвентистів сьомого дня (АСД).